# Al-Batin Football Club
L'Al-Batin Football Club, noto come Al-Batin (in arabo:  نادي الفيصلي), è una società di calcio fondata nel 1979 con sede a Hafar Al-Batin, in Arabia Saudita. Milita nella Prima Divisione, il secondo livello professionistico del campionato saudita di calcio.
Gioca le partite casalinghe allo stadio Al-Batin di Hafar Al-Batin, impianto da 6.000 posti.

## Storia
Nel 2007-2008 ha ottenuto per la prima volta la promozione in Seconda Divisione. Nel 2010-2011, piazzandosi secondo in Seconda Divisione, ha ottenuto per la prima volta la promozione in Prima Divisione. Nel 2015-2016 è giunto secondo in Prima Divisione, guadagnando per la prima volta la promozione nella Lega saudita professionistica, la massima serie nazionale.

## Rosa 2023-2024
Aggiornata al 17 gennaio 2024.
| N. |                           | Ruolo | Calciatore                 |
| -- | ------------------------- | ----- | -------------------------- |
| 2  | Arabia Saudita (bandiera) | D     | Omar Hamad Al-Aowda        |
| 3  | Arabia Saudita (bandiera) | D     | Mohammed Naji              |
| 4  | Brasile (bandiera)        | D     | Maurício Antônio           |
| 5  | Sudan (bandiera)          | D     | Ibrahim Jamal              |
| 6  | Arabia Saudita (bandiera) | C     | Mohammed Bassam Al-Hurayji |
| 7  | Arabia Saudita (bandiera) | A     | Yousef Al-Shammari         |
| 8  | Arabia Saudita (bandiera) | C     | Dhaifallah Al-Qarni        |
| 9  | Colombia (bandiera)       | C     | Juan Sebastián Pedroza     |
| 10 | Colombia (bandiera)       | C     | Andrés Roa                 |
| 12 | Arabia Saudita (bandiera) | D     | Hassan Raghfawi            |
| 13 | Arabia Saudita (bandiera) | A     | Mohammed Al-Dhafiri        |
| 14 | Arabia Saudita (bandiera) | C     | Othman Awad                |
| 15 | Arabia Saudita (bandiera) | C     | Hasan Gazwani              |
| 16 | Arabia Saudita (bandiera) | A     | Fahad Al-Shammeri          |
| 17 | Arabia Saudita (bandiera) | C     | Yahya Al-Qarani            |
| 18 | Arabia Saudita (bandiera) | C     | Abdulmalik Al-Shammari     |
| 19 | Arabia Saudita (bandiera) | A     | Abdulrahman Al-Dhafeeri    |
| 20 | Arabia Saudita (bandiera) | C     | Tariq Al-Mutairi           |
| 21 | Francia (bandiera)        | D     | Thibault Peyre             |
| 22 | Arabia Saudita (bandiera) | P     | Meshaal Huriss             |
| 23 | Arabia Saudita (bandiera) | C     | Maher Othman               |
| 24 | Arabia Saudita (bandiera) | D     | Saqr Mamdouh               |
| 25 | Uruguay (bandiera)        | P     | Martín Campaña             |
| 26 | Arabia Saudita (bandiera) | P     | Falah Mohamed              |
| 27 | Arabia Saudita (bandiera) | C     | Abdulmajeed Obaid          |
| 29 | Arabia Saudita (bandiera) | D     | Bader Nasser Al-Huwaidi    |

| N. |                              | Ruolo | Calciatore                |
| -- | ---------------------------- | ----- | ------------------------- |
| 31 | Uruguay (bandiera)           | A     | Renzo López               |
| 32 | Arabia Saudita (bandiera)    | P     | Hammad Al-Shammari        |
| 33 | Arabia Saudita (bandiera)    | D     | Faysal Omar               |
| 37 | Arabia Saudita (bandiera)    | C     | Turki Al-Dhafeeri         |
| 40 | Arabia Saudita (bandiera)    | A     | Abdullah Mohammed Hakami  |
| 41 | Arabia Saudita (bandiera)    | A     | Mohamed Taisse            |
| 43 | Arabia Saudita (bandiera)    | D     | Ali Al-Shammari           |
| 44 | Arabia Saudita (bandiera)    | A     | Abdulsalam Ibrahim        |
| 45 | Arabia Saudita (bandiera)    | C     | Abdulrahman Anwar         |
| 46 | Arabia Saudita (bandiera)    | C     | Omar Satam                |
| 47 | Arabia Saudita (bandiera)    | C     | Omar Al-Suhaimi           |
| 55 | Arabia Saudita (bandiera)    | A     | Masoud Faraj Al-Yami      |
| 67 | Arabia Saudita (bandiera)    | C     | Jadaan Al-Shemmari        |
| 70 | Arabia Saudita (bandiera)    | A     | Rakan Al-Shamlan Alanaze  |
| 71 | Arabia Saudita (bandiera)    | A     | Ismael Al-Maghrabi        |
| 77 | Arabia Saudita (bandiera)    | A     | Yousef Fawaz              |
| 88 | Trinidad e Tobago (bandiera) | C     | Khaleem Hyland            |
| 89 | Arabia Saudita (bandiera)    | C     | Jathob Muslet             |
| 90 | Ghana (bandiera)             | C     | Mudasiru Salifu           |
| 94 | Arabia Saudita (bandiera)    | C     | Nawaf Al-Sehimai          |
|    | Arabia Saudita (bandiera)    | A     | Muteab Mansour Al-Mutairi |
|    | Arabia Saudita (bandiera)    | D     | Abdullah Al-Yousef        |
|    | Arabia Saudita (bandiera)    | A     | Mashari Gdia'a Al-Anazi   |
|    | Arabia Saudita (bandiera)    | D     | Nayef Issa Al-Zafiri      |
|    | Arabia Saudita (bandiera)    | C     | Abdullah Al-Burayh        |

## Cronistoria
| Stagione | Livello | Campionato | Posizione | KC            | CPC               |
| -------- | ------- | ---------- | --------- | ------------- | ----------------- |
| 2015–16  | 2       | SFD        | 2         | Secondo turno | Turno preliminare |
| 2016-17  | 1       | SPL        | 12        | Primo turno   | Quarti di finale  |
| 2017-18  | 1       | SPL        | 11        | Semi-finali   | Ottavi di finale  |

## Palmarès

### Competizioni nazionali
- Prima Divisione: 1

2019-2020

### Altri piazzamenti
- Coppa del Re dei Campioni:

Semifinalista: 2017-2018
- Seconda Divisione:

Secondo posto: 2015-2016